# تسالی
تسالی استان و منطقه‌ای جغرافیایی در مرکز کشور یونان است.

## جغرافیا
در مشرق جبال پند جلگه حاصل‌خیز وسیع و زیبای تسالی قرار گرفته‌است؛ رودخانه پنه در این سرزمین جاری است که کوه‌های المپ و اوسا و پلیون را قطع کرده به دریا می‌ریزد، این رودخانه در مسیر خود دره عظیم و هولناکی را به وجود آورده که از لحاظ دفاعی اهمیت خاصی دارد و مانند تنگه کرنت و ترموپیل در طول تاریخ نقش مهمی به عهده داشته‌است.

## پیشینه
تسالی در پی حملات فرانک‌ها، کاتالان‌ها، ناوارها، صرب‌ها و آلبانیایی‌ها در اواخر سده‌ها وسطا و استقرارشان در آنجا، اهمیت اقتصادی و سوق‌الجیشی عمده‌ای یافت تا اینکه عثمانی‌ها در اواخر سده ۱۴م برای اولین بار در پی شورش ترکمانان آیدین اوغوللری (بنی آیدین)، به فرماندهی اُمور (عمر) بیگ در ۱۳۳۴_۱۳۳۶م بر آنجا استیلا یافتند.
استیلای تدریجی عثمانی‌ها، در پی پیمان‌هایی مسالمت‌آمیز، در سه مرحله صورت گرفت: ۱۳۸۶م؛ از حدود ۱۳۹۲م تا ۱۳۹۶م و از حدود ۱۴۱۴م تا ۱۴۲۳م به بعد ۱۴۵۴م تا ۱۴۷۰م.
تسالی منبع پایدار تأمین غله برای ونیز و از سده ۱۵م برای امپراتوری عثمانی بود. تسالی از نظر اداری، در داخل ولایت یا بیگلربیگی روم ایلی که مرکز آن در مناستر بود، قرار داشت که با مرکزیت ترحاله به سنجق تبدیل شد.
پراکندگی جمعیت در این ناحیه باعث شد که فاتحان، بخشی از سکنه آناطولی، به ویژه قونیه را به آنجا بکوچاندند که با اخلاف و فرزندان فاتحان در دره‌ها سکونت گزیدند و نیروهای مقاومت محلی مسیحی به نواحی کوهستانی المپوس و کیسابوس در شمال، پیندوس در غرب و پلیون در شرق رانده شدند؛ بنابراین، در حالی که تسالی میان مسلمانان و مسیحیانِ مسلمان شده (سپاهی‌ها) و گروه‌های یهودی به تیمارها و زعامت‌ها یا به وقف‌ها یا تأسیسات دینی تقسیم شده بود، حکومت برخی از نواحی ثروتمند را به عنوان املاک سلطنتی برای خود نگه داشته بود. دفترهای آمار مالیات‌های عثمانی متعلق به سال‌های ۸۵۸–۸۵۹م و ۹۱۲م دربارهٔ ابتدای چیرگی عثمانی بر تسالی اطلاعات مهمی می‌دهند.